# Сако (Мэн)
Сако (англ. Saco, произносится как ˈsɑːkoʊ) — город в округе Йорк, в штате Мэн, США. По подсчетам бюро переписи населения в 2010 году население города составляло 18 482 человек. Сако является частью агломерации Портленд — Саут-Портленд — Биддефорд.

## География
Согласно бюро переписи населения США, общая площадь города — 101,9 км², из которых: 99,7 км² — земля и 2,3 км² (2,21 %) — вода. Город расположен около залива Мэн, через него протекает река Сако. Граничит с городом Биддефорд.

## Население
Согласно переписи населения в 2000 году, в городе проживали 16 822 человек, было 6 801 домашних хозяйств и 4 590 семья. Плотность населения составляла 168,8 человек на км². Количество жилых построек составило 7 424 со средней плотностью 74,5 на км². Разделение на расы составило: 97,91 % белых, 0,32 % афроамериканцев, 0,15 % американских индейцев, 0,51 % азиатов, 0,09 % выходцы из Океании, 0,1 % другие расы, и 0,93 % указали две или более расы. 0,58 % населения составили латино.
Из 6 801 домашних хозяйств, 33,1 % имели детей в возрасте до 18 лет, 53,3 % были женаты и жили вместе, 10,6 % имели женщину без мужа как главу хозяйства и 32,5 % не имели родства. 25,2 % домашних хозяйств состояли из одного человека и 10,1 % состояли из одного человека в возрасте 65 лет или старше. Средний размер домашнего хозяйства составил 2,44 человек, средний размер семьи 2,93 человек.
Возрастной состав населения: 25 % моложе 18 лет, 6,8 % с 18 до 24 лет, 32,1 % с 25 до 44 лет, 22,2 % с 45 до 64, 13,9 % 65 лет или старше. Средний возраст был 37 год. На каждые 100 женщин приходился 91 мужчина. На каждые 100 женщин в возрасте 18 лет и старше приходилось 87,7 мужчин.
Средний доход на домашнее хозяйство составлял $45 105 в год, средний доход на семью $52 724. Мужчины имели средний доход $35 446, женщины $25 585. Средний годовой доход на душу населения города составил $20 444. Около 7,1 % семей и 8,2 % населения были за чертой бедности, из них 9,4 % в возрасте до 18 лет и 10,8 % 65 лет и старше.
Ниже приводится динамика численности населения города.

## Транспорт
Через город проходят следующие дороги:
- — US 1
- — I-95
- — I-195

В 23 км от города расположен Портлендский международный аэропорт. Местный общественный транспорт представлен компанией ShuttleBus.

## Галерея

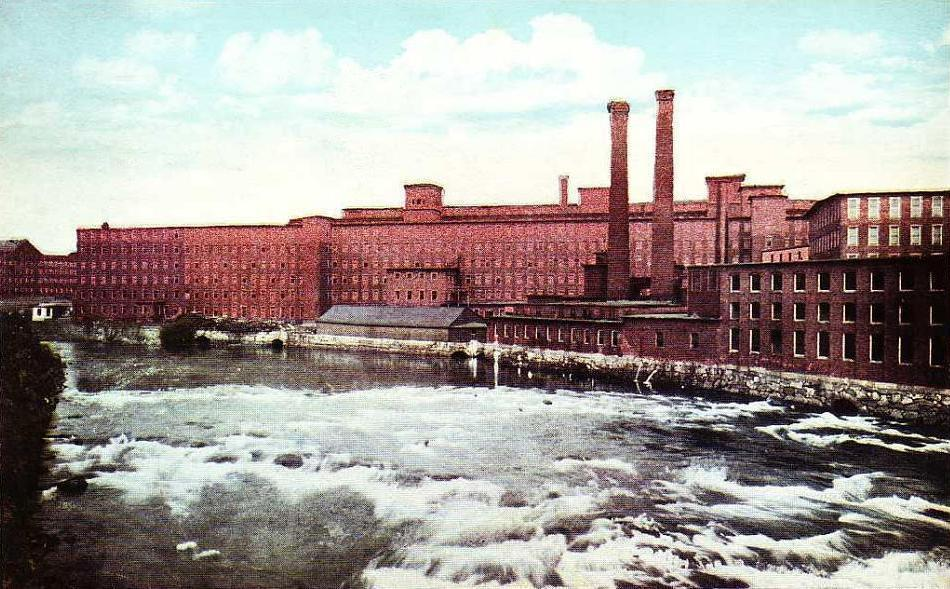
Завод в Сако, 1916 год
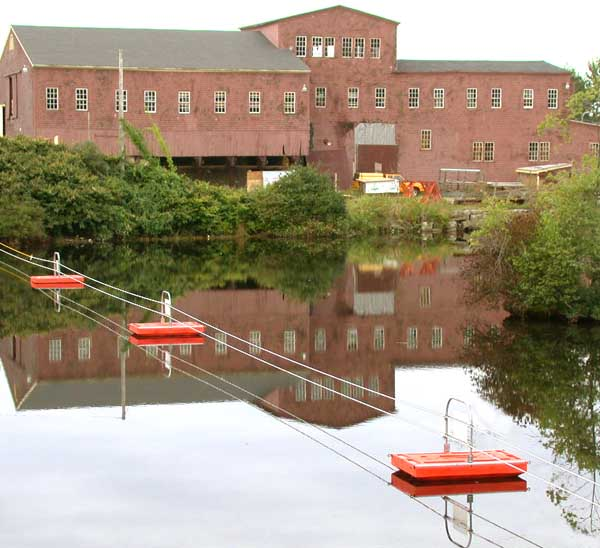
Река Сако в городе
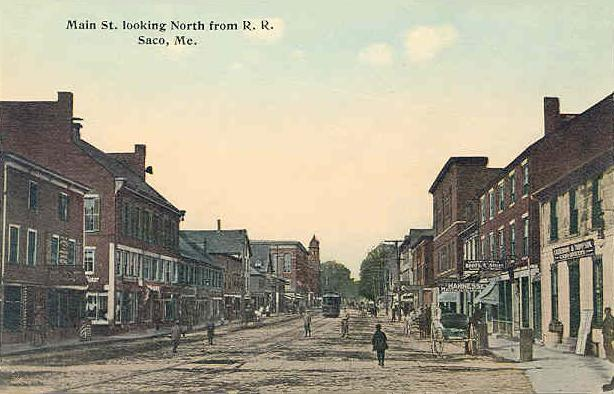
Мейн-стрит в 1912 году